# Альбрехт Людвіг Карлович
Людвіг Карлович Альбрехт (27 травня (8 червня) 1844, Петербург — після 1899, Саратов) — російський і український віолончеліст, диригент і композитор, музичний педагог і громадський діяч. Німець за походженням.
Грі на віолончелі навчався під керівництвом батька, композитора і диригента Карла Францевича Альбрехта, потім — К. Б. Шуберта. Закінчив у 1865 році Петербурзьку консеваторію (клас К. Ю. Давидова). У 1866—1867 роках концертував в Німеччині, надалі до 1875 року— перший віолончеліст Італійської опери в Петербурзі.
У 1875—1878 роках — директор і викладач Київського музичного училища (за його ініціативою в училище були запрошені І. Альтані, Г. Ходоровський, В. Пухальський та ін.), директор музичної частини Київського відділення Російського музичного товариства, диригент його оркестру. Виступав як соліст-віолончеліст і у складі ансамблів, зокрема, з В. Пухальским, Г. Ходорковським, О. Шевчиком.
У 1878 році музикант переїхав до Москви. До 1889 року викладав теоретичні дисципліни у Московській консерваторії. У 1881—1893 роках — соліст Большого театру. Пізніше викладав у Саратові.
Є автором творів для віолончелі, а також методичного посібника «Школа гри на віолончелі» (1875, 1889).